# Cuves
Cuves é uma comuna francesa na região administrativa da Normandia, no departamento Mancha. Estende-se por uma área de 9,58 km². Em 2010 a comuna tinha 290 habitantes (densidade: 30,3 hab./km²).